# Ekaterina Kalinchuk
Ekaterina Illarionovna Kalinchuk, née le 2 décembre 1922 à Zhitovo, dans l'oblast de Toula en Union soviétique et morte le 13 juillet 1997 à Moscou en Russie, est une gymnaste artistique soviétique. 

## Biographie sportive
Elle est sacrée championne olympique en concours général par équipes et en saut de cheval et vice-championne en exercices d'ensemble avec agrès portatifs par équipes aux Jeux olympiques de 1952 à Helsinki. 